# Museo Judíos en Letonia
El museo «Judíos en Letonia» (en letón: Muzejs „Ebreji Latvijā” ) es un museo de Riga, Letonia. Sus principales actividades son la investigación y divulgación de la historia de los judíos en Letonia, así como la recopilación y conservación de documentos sobre la comunidad judía del país, desde sus inicios hasta la actualidad. El museo es parte de la comunidad judía y uno de los pocos museos privados de Letonia reconocidos por el Estado.
Desde 2008, el director del museo es el historiador letón Iļja Ļenskis.

## Historia
El museo fue fundado por un grupo de sobrevivientes del Holocausto, bajo el liderazgo del historiador Marģers Vestermanis en 1989. Al principio actuó como centro de documentación, pero en 1996 se organizó la primera pequeña exposición permanente.
Actualmente, el museo está instalado en tres salas, en las que se muestra la historia de los judíos letones, desde el siglo xvi hasta 1945. En el museo se organizan conferencias, programas educativos y diferentes eventos culturales.

## Exposición

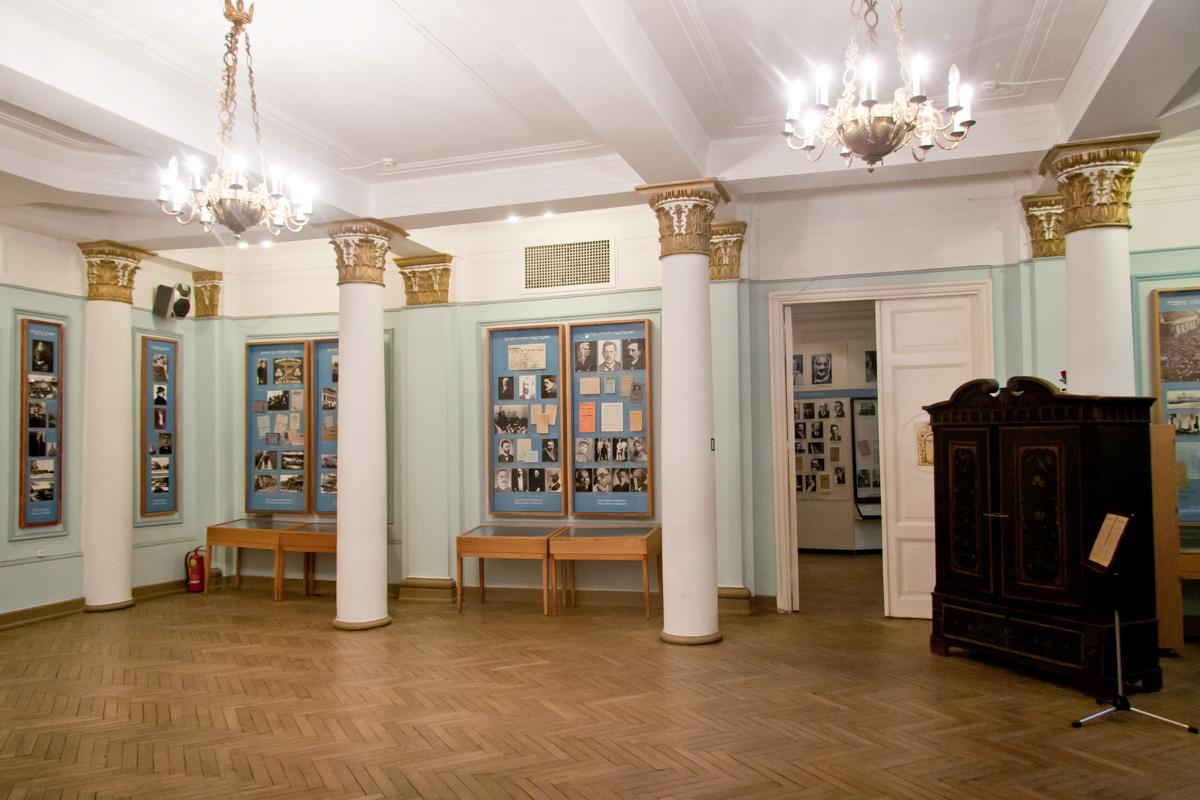
Exposición en el museo Judíos en Letonia

La exposición del museo consta de tres partes: la primera dedicada a los judíos en Letonia hasta 1918, la segunda cuenta la historia de los judíos letones en los años 1918 a 1941, y la tercera se dedica a los judíos en la Letonia ocupada por los nazis. La exposición comienza con los primeros años de la historia judía en Letonia –desde la llegada de judíos al territorio letón en el siglo xvi– hasta el siglo xix.
La exposición narra la vida social, económica, política, intelectual y religiosa de los judíos, su estatus legal, así como su participación en varios eventos históricos del país. La tercera sala presenta los trágicos acontecimientos de la Shoá en territorio letón. Se dedica un capítulo especial a los actos heroicos de ciudadanos letones que rescataron y salvaron a judíos del exterminio nazi.

## Edificio
El museo está ubicado en el edificio histórico de la comunidad judía de Riga, que alguna vez fue un club y teatro judío. Fue construido entre 1913 y 1914 por los arquitectos Edmund von Trompowsky y Paul Mandelstamm.
En 1926, con la llegada de compañía de teatro judío, iniciando su etapa de teatro con funciones permanentes, el edificio fue renovado para cumplir con su nueva función. Más adelante, este edificio también albergaría a varias organizaciones públicas y a una biblioteca judía. En él se organizaban a menudo celebraciones judías como bodas, conferencias, representaciones artísticas y reuniones.
Durante la ocupación alemana de Letonia, se instaló en el edificio un club de oficiales alemanes. Durante la época soviética, el edificio fue utilizado como centro de actividades políticas, siendo lugar de varios eventos de carácter ideológico, como congresos del partido comunista local.
El edificio recién fue devuelto a la comunidad judía a principios de la década de 1990, tras el colapso de la Unión Soviética. Actualmente, es un monumento arquitectónico protegido por el Estado.

## Colección del museo
La colección del museo «Judíos en Letonia» es la base sobre la cual se han desarrollado las exposiciones e investigaciones relativas a los judíos letones. Actualmente, tiene alrededor de 14 000 piezas, de las que más de 5000 forman la colección principal, inventariada como parte de la colección nacional de museos de Letonia. La colección se compone de documentos, fotografías, libros y objetos.
Otra interesante colección contiene memorias de los siglos XIX y XX, una abundante colección de fotografías familiares y materiales de varias organizaciones judías del período de entreguerras.